# 231 Vindobona
231 Vindobona este un asteroid din centura principală, descoperit pe 10 septembrie 1882, de Johann Palisa.